# Ryszard Kukliński
Ryszard Kukliński (Varsó, 1930. június 13. – Tampa, Florida, 2004. február 11.) a Lengyel Néphadsereg ezredese volt, aki 1971–1981 között az Amerikai Egyesült Államok javára kémkedett a Varsói Szerződésről, ezzel a CIA egyik legfontosabb informátora volt a keleti blokkban.

## Származása, katonai karrierjének kezdete
Kukliński varsói munkáscsaládból származott. Apja, a lengyel ellenállás tagja, a sachsenhauseni koncentrációs táborban vesztette életét. Kukliński karrierje a háború után, az akkor alakult Lengyel Néphadseregben kezdődött. 1960-ban küldték az Akadémiára, ahol 1963-ban végzett. Kimagasló intelligenciájának köszönhetően fokozatosan haladt előre a ranglétrán. A hatvanas évek végére már a Varsói Szerződés tagállamainak legmagasabb beosztású parancsnokaival együttműködő főtiszt, a lengyel katonai stratégia egyik irányítója volt.
1968-ban részt vett a Varsó Szerződés csehszlovákiai inváziójának előkészítésében.

## Együttműködése az amerikai hírszerzéssel
A kommunista erők által 1970 decemberében végrehajtott, gdyniai mészárlás után érett meg benne az elhatározás, hogy felajánlja szolgálatait a CIA-nek. Mivel a Lengyel Néphadseregben viselt magas rangjának, illetve beosztásának köszönhetően ekkor már betekintése volt a Varsói Szerződés tagállamainak stratégiai terveibe, döntésében ugyancsak szerepet játszott a felismerés, hogy háború esetén a szovjetek feláldozták volna Lengyelországot a NATO első atomcsapásainak.
A keleti katonai tömb kommunista hegemóniára törekvő parancsnokai hárommillió katona, egymillió tank és 3200 katonai vonat felvonultatásával Európa (nemcsak a NATO-tagállamok, hanem a teljes kontinens) gyors lerohanását vizionálták. A tervek szerint a három lengyel hadseregcsoport közül kettőnek Németországon áthaladva Hollandiát, Belgiumot és Franciaországot kellett volna megtámadnia. A harmadik hadseregcsoport feladata a Dánia elleni invázió volt. Kukliński megértette, hogy mivel a Varsói Szerződés tagállamai jelentős mennyiségi fölénnyel rendelkeztek a hagyományos fegyverrendszerek terén, a Nyugat kénytelen lett volna az agresszióra nukleáris csapással válaszolni. Az ezredes abban bízott, hogy ha a NATO kellően pontos információkkal rendelkezik a tervekről, anélkül is képes lesz visszaverni az agressziót, hogy nukleáris temetővé változtatná szülőföldjét. Tevékenysége tehát alapvetően a kommunizmus, a szovjetek, és nem saját hazája ellen irányult.
1971 augusztusában mint aktív vitorlázót, a tábornoki kar jachtjának kapitányaként német, holland és belga kikötők, illetve haditengerészeti bázisok felderítésére vezényelték. Nyugatnémet területen, városnézés közben adta fel a bonni amerikai nagykövetség katonai attaséjának címzett levelét. Röviddel később létrejött a személyes találkozó, ahol Kukliński felajánlotta szolgálatait a CIA-nek.
1973. és 1976 között további négy alkalommal került sor személyes találkozóra, ezt követően az ezredes Varsóban, egy amerikai futárnak adta át az információkat.
1971. és 1981. között 35 ezer oldalnyi, többségében szovjet titkos dokumentumot juttatott el az amerikaiaknak. Az információk kiterjedtek a szovjet nukleáris fegyverek használatának stratégiai terveire, hogy az interkontinentális rakéták milyen amerikai célpontokra vannak beprogramozva, Európa lerohanásának terveire, a T–72 harckocsi és a Sztrela–2 vállról indítható légvédelmi rakéta műszaki leírására, valamint a Lengyelországba és az NDK-ba telepített szovjet légelhárító-bázisok adataira. Leírással szolgált az Albatrosz Tervről, a Szovjetunióban, Bulgáriában és Lengyelországban mélyen a föld alá épített, háborús vezetési pontokról, azok pontos helyéről, kommunikációs rendszeréről.
Ugyancsak információkat szolgáltatott a szovjet katonai eszközök műholdas megfigyelését akadályozó eljárásokról, és a Lengyelországban bevezetni tervezett hadiállapotról. Képes volt olyan kritikus információk megszerzésére és a CIA-hez való eljuttatására, melyek birtokában az amerikai csapatok néhány óra alatt képesek lettek volna elfoglalni, illetve megsemmisíteni a szovjet Közép Hadseregcsoport lengyelországi főhadiszállását.
Bár ez ellenkezett az akkori gyakorlattal, nem írt alá beszervezési papírt, az általa szolgáltatott adatokért pedig semmiféle anyagi ellenszolgáltatást nem fogadott el. A CIA-nek Jack Strong fedőnéven küldte jelentéseit. Kezdetben azzal az orosz gyártmányú fényképezőgéppel készített másolatokat a szigorúan titkos katonai iratokról, amit a Varsói Szerződés egyesített erőinek főparancsnokától kapott ajándékba.
Informátora védelme érdekében az Operatív Igazgatóság rendkívüli biztonsági intézkedéseket foganatosított. Mielőtt odaadták volna az orosz és lengyel fordítóknak a másolatokat, megváltoztatták a forrásleírást, hogy ők se ismerhessék az iratok eredetét. Az ügynökségen kívül összesen négy ember olvashatta Kukliński jelentéseit: a mindenkori amerikai elnök, a nemzetbiztonsági tanácsadó, a védelmi- és a külügyminiszter.
Kukliński az egykori lengyel hadügyminiszter, majd a későbbi államfő, Wojciech Jaruzelski közvetlen munkatársa, a tábornok beszédírója volt. Jó néhány információja hamarabb jutott el Washingtonba, mint Jaruzelski íróasztalára.
1980. őszén Brezsnyev pártfőtitkár katonai bevonulást, és a Szolidaritás mozgalom szétzúzását tervezte. Novemberben a szovjetek jelezték: csehszlovák és keletnémet csapatok részvételével nagyarányú hadgyakorlatba kezdtek a lengyel határ közelében. Viktor Kulikov marsall felkérte a lengyel kormányt, hogy a Szojuz-80 hadgyakorlat kezdetét december 8-ra tűzzék ki. Ezzel gyakorlatilag megnyílt volna a határ a szovjetek előtt, csapataiknak meglett volna az ürügyük a bevonulásra.
Kukliński Carter elnökhöz időben eljuttatott információi megakadályozták az akciót, mely akár a Kelet és a Nyugat katonai összecsapásához vezethetett volna. Az amerikai elnök kétszer is figyelmeztette és újabb gazdasági szankciók életbe léptetésével fenyegette a szovjeteket, hogy ne avatkozzanak be a lengyel belügyekbe. II. János Pál pápa ugyancsak óva intette Brezsnyevet a beavatkozástól, aki végül nem adta ki a parancsot. December 7.-ével kezdődően a szovjet csapatokat fokozatosan kivonták a lengyel határ közeléből.
Az egyre forróbbá váló belpolitikai helyzetben a szovjetek katonai intervenciója 1981. márciusára ismét reális veszéllyé vált. Mivel épp ekkor zajlott a Szojuz-81 hadgyakorlat, a szovjet csapatok már Lengyelország területén voltak. Kukliński idejekorán értesítette az amerikaiakat, így a szovjet katonai beavatkozásra ekkor sem került sor. Ugyanakkor a veszély nem múlt el: egy hivatalos közleményben tájékoztatták a lakosságot, hogy a hadgyakorlatot meghatározatlan időre meghosszabbították.
Szeptember 7-én a lengyel vezérkari főnök tájékoztatta a kiválasztott tisztek egy csoportját, hogy küszöbön áll a hadiállapot életbe léptetése. Az ezredes azonnal informálta Washingtont a fejleményekről.
Egy héttel később Kukliński tudomására jutott, hogy a szovjet titkos ügynökök felfedezték az adatszivárgást. A Kreml urai dühödten követelték a lengyel elhárító szervek nyomozásának azonnali megindítását. Novemberben az ezredes a CIA-től kapott miniatűr rádióadón kódolt üzenetet juttatott el összekötőjéhez: ő a négy, kémkedéssel gyanúsított, és megfigyelés alá helyezett lengyel tiszt egyike.
Kukliński meggyőződése szerint a Stasi Vatikánba beépült ügynöke fedte fel, hogy a lengyel tábornoki kar valamelyik tagján keresztül értékes információk szivárognak ki. (Reagan elnök döntése értelmében II. János Pál pápa rendszeresen hozzájutott a Lengyelországot, illetve a keleti blokkot érintő hírszerzési anyagokhoz.)
1981. november 7-ének éjjelén a CIA kimenekítette az ezredest és családját. Kukliński felesége egész addig a napig semmit sem tudott férje amerikaiakkal való együttműködéséről. A szerencsésen végződött mentőakció után az Egyesült Államokban telepedtek le. Biztonságuk érdekében új személyazonosságot kaptak, éveken át folyamatosan változtatták lakhelyüket. Kukliński védelmi szakértőként magas rangú NATO-tiszteknek tartott szemináriumokat. Öt évvel később megkapták az amerikai állampolgárságot.

## A Kukliński-per
1984-ben – miután az elrablására tett kísérletek mind kudarcot vallottak – távollétében vette kezdetét Kukliński büntetőpere Varsóban. Hazaárulással és kémkedéssel vádolták. A tárgyalás „bizonyítékait” Jaruzelski és tábornoktársai eskü alatt tett vallomásai jelentették. A katonai bíróság május 23-án kihirdetett ítéletében minden vagyonát elkobozta, lefokozta, és halálra ítélte Kuklińskit, egyúttal elfogatóparancsot adtak ki ellene. A tárgyalás teljes titokban zajlott, az ítéletről a médiát nem tájékoztatták.
Az ítélet kihirdetése után az elkobzott értékeket – messze a piaci ár alatt – a katonai kormány egyik minisztere kaparintotta meg, aki a szabad piacon értékesítve azokat jelentős haszonra tett szert.

## A rehabilitációért vívott küzdelme
1987-ben a Kultura című, Párizsban kiadott lengyel emigráns lap egy az ezredessel készült interjút közölt le. Az 1980-81-es eseményekre, a hadiállapot bevezetésének körülményeire fókuszáló beszélgetésben Kukliński felfedte, hogy a kommunista rezsim már 1980. utolsó hónapjaiban tervezte a statárium életbe léptetését, és attól függetlenül, hogy kinyilvánította a Szolidaritással, valamint a lengyel egyházzal való tárgyalási készségét, valójában a szakszervezeti mozgalommal való leszámolásra készült. Bár az emigráns lap ekkor Lengyelországban be volt tiltva, az interjú bombaként robbant.
A Szolidaritás 1989-es hatalomra kerülése után büntetését a Lengyel Legfelsőbb Bíróság az amnesztiatörvény értelmében 25 évi börtönre és állampolgári jogaitól való megfosztásra enyhítette. Az egykori ítélet vagyonelkobzásról rendelkező része annak ellenére érvényben maradt, hogy a vonatkozó jogszabályt törölték az új lengyel büntető törvénykönyvből.
A rendszerváltást követően a volt kommunista rezsim tábornokainak klikkje évekig sikerrel akadályozta az ezredes rehabilitációját. Ahogy a CIA honlapja fogalmaz: „Ezek a tábornokok megvetették Kuklińskit, mert arra emlékeztette őket, kik voltak valójában – szovjet tisztek lengyel egyenruhában.” Lech Wałęsa, a Szolidaritás szakszervezet egykori vezetője, az első szabadon választott lengyel elnök visszautasította, hogy kegyelemben részesítse Kuklińskit.
1992-ben Benjamin Weiser, a Kuklińskival folytatott 70 órányi beszélgetés alapján kétrészes cikket publikált a Washington Postban. A cikkek megjelenése után az ezredes a lengyel média érdeklődésének középpontjába került. Hazája közvéleménye csak ekkor szerzett tudomást róla, hogy 1981-es Nyugatra szöktetése előtt tíz éven át működött együtt az amerikai hírszerzéssel.
1993-ban Kukliński bejelentette, hogy az érvényben levő ítélet, illetve elfogatási parancs ellenére Lengyelországba kíván utazni. A szándék mögött néhányan a közelgő választások manipulációjának kísérletét látták. A Lengyel Katonai Ügyészség jelezte, hogy amennyiben átlépné a határt, őrizetbe vennék az ezredest. A lengyel kormány végül nem hivatalos csatornákon keresztül győzte meg Kuklińskit, mondjon le beutazási tervéről.
Kukliński mindkét fia máig tisztázatlan körülmények között vesztette életét. 1994-ben Bogdannak, és a társaságában levő, ugyancsak tapasztalt vitorlázónak Florida partjaitól 70 mérföldre nyoma veszett. Az idő tiszta volt, a hajóról nem adtak le segélykérő jelzéseket. A búvárruhákat nem használták. A holttestek sosem kerültek elő.
Kukliński gyanúja szerint kubai ügynökök rabolták el fiát, hogy ezzel kényszerítsék őt hazatérésre.
Hat hónappal később az idősebbik fia, Waldemar cserbenhagyásos gázolás áldozata lett. A halálos balesetet okozó, a helyszínről elmenekült sofőr egyetlen ujjlenyomatát sem sikerült a hátrahagyott autójában megtalálni.
1995. március 30-án a Lengyel Legfelsőbb Bíróság vezető bírája írta alá a különleges fellebbezést, mely annullálta az ezredes elleni, 1984-es ítéletet. A Legfelsőbb Bíróság Katonai Kamarája ezután formálisan is annullálta az ítéletet, majd az ügyet további vizsgálat céljából átadták a Varsói Katonai Körzet főügyészének. Közleményükben kiemelték: „az ezredes tette a lengyel szuverenitás és függetlenség érdekét szolgálta.”
A katonai főügyész ezek után idézést küldött Kuklińskinak, valamint – mivel törvény szerint ekkor még hontalannak számított –, menedéklevelet ajánlott neki. Az ezredes visszautasította az ajánlatot, jelezve, hogy ügyének újratárgyalása számára semmiféle jelentőséggel nem bír, majd kijelentette: „Nem vagyok bűnös. Mindent, amit tettem, Lengyelországért tettem.”
Az ezredes rehabilitációját akadályozó, Jaruzelski tábornok vezette klikk levélben fordult a Szejm alkotmányügyi bizottságához, melyben annak a meggyőződésüknek adtak hangot, hogy a szovjet intervenciót nem Kukliński adatszolgáltatása, hanem a statárium kihirdetése akadályozta meg. A levélben közönséges kémnek nevezték az ezredest, és azzal vádolták, hogy az általa hangoztatott nemes cél csupán tettei igazolását szolgálja.
1995 júliusában Krakkó önkormányzata meghívást küldött Kuklińskinak, hogy díszpolgárává avathassa az ezredest. Kukliński hajlott rá, hogy elfogadja a meghívást, de mind Washingtonból, mind Varsóból azt tanácsolták: ne utazzon Lengyelországba.
1996 augusztusában a Katonai Ügyészség közölte: visszavonták a Kukliński elleni elfogatási parancsot. Az ezredes kihallgatását október 30.-ra jelölték ki. Bejelentették, hogy az árulás vádját ejtették, és kémkedés vádjával kívánják bíróság elé állítani. Kukliński a kitűzött napon nem jelent meg. A katonai ügyész azzal fenyegetőzött, hogy felfüggeszti a vizsgálatot, vagy távollétében tartja meg a tárgyalást. A novemberre szóló, második idézést Kukliński ismét figyelmen kívül hagyta.
1997. szeptember 2-án Wałęsa utóda, a Jaruzelski-kormány egykori minisztere, Aleksander Kwaśniewski vonakodva, de beleegyezett, hogy a katonai főügyész minden vádat ejtsen az ezredes ellen. Kukliński visszakapta teljes körű állampolgári jogait, és katonai rangját is.
A PAP lengyel hírügynökség 1997. szeptember 22-i jelentése szerint a Kukliński elleni körözést megszüntették, sőt rehabilitálták az egykori főtisztet. Ezzel a lépéssel a lengyel kormány elismerte: az ezredes magasabb fokú szükségszerűség szempontjainak tett eleget, amikor a CIA-vel működött együtt.
Benjamin Weiser szerint a Clinton-kormányzat világossá tette: Washington megvétózza a lengyel NATO-tagságot, amennyiben Kuklińskit nem mentesítik az ítélet alól. Teljes rehabilitációjáért Zbigniew Brzeziński, Carter elnök nemzetbiztonsági főtanácsadója ugyancsak aktívan kampányolt, ő volt az, aki az ezredest az első lengyel NATO-tisztként említette.
Hogy elejét vegye a vádaskodásoknak, 1998-ban a Tygodnik Solidarnośćban közölt interjújában Kukliński a lengyel közvéleményhez fordult. A lap lehozta a CIA-nek küldött utolsó, 1981. szeptember 15-i dátumú jelentése másolatát, melyben a statárium bevezetésének terveiről írt.
A NATO-csatlakozási okmány 1999-es aláírásakor Kukliński Lengyelország díszvendége volt. Több lengyel város tiszteletbeli polgárává fogadta.
2004. február 5-én szélütéssel kórházba szállították. Hat nappal később, a floridai Tampa katonai kórházában hunyt el. Egyesült Államokbeli gyászszertartásán még életben levő családtagjai mellett számos CIA-ügynök – köztük George J. Tenet, a hírszerző ügynökség akkori igazgatója – rótta le kegyeletét.
Kukliński földi maradványait a varsói katonai temetőben, katonai tiszteletadás mellett helyezték örök nyugalomra. A szertartáson a lengyel állami vezetés egyetlen tagja sem jelent meg. Cristopher Hill, amerikai nagykövet gyászbeszédében így emlékezett meg róla: „Hála neki, a hidegháború valóban hideg maradt.”

## Megítélése
Reagan elnöknek küldött levelében William Casey, a CIA 1981 januárjában hivatalba lépett igazgatója ezt írta Kuklińskiról: „Az elmúlt negyven évben senki sem okozott akkora kárt a kommunizmusnak, mint ez a polák.”
Casey különleges kitüntetést adományozott a lengyel ezredesnek. A hírszerző ügynökség közel egy évszázados történelme során összesen nyolcan kaptak ilyen magas elismerést. Kukliński volt az első külföldi, aki ebben a megtiszteltetésben részesülhetett.
Kuklińskit – a CIA-nek dolgozó egykori magyar kémek hazai megítéléséhez hasonlóan – a politikai jobboldalon nemzeti hősként tisztelik, a baloldalon árulónak tartják. A Centrum nevű, lengyel politikai csoport 2004-ben indítványozta az ezredes tábornokká való posztumusz kinevezését.